# Karl Dove
Karl Wilhelm Dove , född den 12 november 1863 i Tübingen, död den 30 juli 1922  i Jena, var en tysk geograf, meteorolog och afrikaforskare. Han var son till Richard Wilhelm Dove som var kyrkorättslärd, sonson till fysikern och meteorologen Heinrich Dove. 
Han studerade från 1883 i Göttingen och Freiburg, geografi, fysik och ekonomi. 1888 han disputerade han. Från 1890 kom han att studera vid Berlins universitet. 1899-1907 var han extraordinarie professor i Jena. Från 1914 undervisade han som lektor vid geografiska institutet i Freiburg im Breisgau.1883 företog han en studieresa till Donauländerna och Mindre Asien, och studerade 1892-94 Sydvästafrikas meteoroloig och näringslivsgeografi Han skrev under sin levnad ett flertal verk, bland vilka märks Deutsch-Südwest-Afrika (1896), Wirtschaftsgeographie von Afrika (1907), samt Deutsche Klimatik (1910).